# Тит Семпроний Руф
Тит Семпроний Руф (на латински: Titus Sempronius Rufus) e политик и сенатор на Римската империя през началото на 2 век.
През септември-декември 113 г. той е суфектконсул заедно с Гней Корнелий Урбик